# Eugene Ansah
Eugene Ansah (Accra, 1994. december 16. –) ghánai válogatott labdarúgó, az izraeli Asdód csatára.

## Pályafutása

### Klubcsapatokban
Ansah Ghána fővárosában, Accrában született. Az ifjúsági pályafutását a belga Lokeren akadémiájánál kezdte.
2013-ban mutatkozott be a Lokeren első osztályban szereplő felnőtt keretében. 2016-ban a Lommelnél szerepelt kölcsönben. 2017-ben az izraeli Bétár Tel-Aviv, majd 2019-ben a Hapóel Ránana szerződtette. A 2020–21-es szezonban a Hapóel Iróni Kirját Smóna csapatát erősítette kölcsönben. 2021-ben az első osztályú Hapóél Beér-Sevához igazolt. Először a 2021. augusztus 29-ei, Bétár Jerusálajim ellen 2–0-ra megnyert mérkőzésen lépett pályára. Első gólját 2021. szeptember 12-én, a Hapóel Hadera ellen hazai pályán 2–2-es döntetlennel zárult találkozón szerezte meg. 2023. július 5-én szerződést kötött az észak-amerikai első osztályban érdekelt Dallas együttesével. 2025 februárjában visszatért Izraelbe és az Asdódnál folytatta pályafutását.

### A válogatottban
Ansah 2020-ban debütált a ghánai válogatottban. Először a 2020. október 9-ei, Mali ellen 3–0-ra elvesztett barátságos mérkőzésen lépett pályára.

## Statisztikák
2023. május 8. szerint
| Klub             | Szezon   | Osztály     | Bajnokság | Bajnokság | Kupa  | Kupa | Nemzetközi | Nemzetközi | Összesen | Összesen |
| Klub             | Szezon   | Osztály     | Meccs     | Gól       | Meccs | Gól  | Meccs      | Gól        | Meccs    | Gól      |
| ---------------- | -------- | ----------- | --------- | --------- | ----- | ---- | ---------- | ---------- | -------- | -------- |
| Hapóél Beér-Seva | 2021–22  | Ligat ha'Al | 29        | 2         | 7     | 2    | 6          | 3          | 42       | 7        |
| Hapóél Beér-Seva | 2022–23  | Ligat ha'Al | 26        | 5         | 2     | 1    | 12         | 0          | 40       | 6        |
| Hapóél Beér-Seva | Összesen | Összesen    | 55        | 7         | 9     | 3    | 18         | 3          | 82       | 13       |
| Összesen         | Összesen | Összesen    | 55        | 7         | 9     | 3    | 18         | 3          | 82       | 13       |

### A válogatottban
| Válogatott | Év       | Pályára lépés | Gól |
| ---------- | -------- | ------------- | --- |
| Ghána      | 2020     | 1             | 0   |
| Összesen   | Összesen | 1             | 0   |

## Sikerei, díjai
Lokeren
- Belga Kupa
  - Győztes (1): 2013–14

- Belga Szuperkupa
  - Döntős (1): 2014

Hapóél Beér-Seva
- Izraeli Kupa
  - Győztes (1): 2021–22

- Izraeli Szuperkupa
  - Győztes (1): 2022